# 홍승목
홍승목(洪承穆, 1847년 음력 10월 11일 ~ 1925년 양력 2월 15일)은 조선 말기의 관료이며 일제강점기에 조선총독부 중추원 찬의를 지냈다. 자는 경희(敬熙), 호는 연운(硯耘), 본관은 풍산. 본적은 경기도 경성부 계동이다.

## 생애
한성부 출신으로 1875년 과거에 합격하여 승정원에서 관직을 시작했다. 이후 홍문관과 사헌부 등에서 근무하다가 1879년 형조와 병조의 참의 자리에 올랐으며, 1881년과 1883년에는 각각 사간원의 대사간과 성균관의 대사성에 임명되었다. 1890년 형조참판과 병조참판을 지냈고, 1900년 궁내부 특진관에 올랐다.
홍승목은 1907년 고종이 강제 퇴위된 후부터 친일 단체에 가담하여 활동하기 시작하여, 1910년 한일 합병 조약 체결 직전부터 협조한 관료들에 비해서는 좀 더 이른 시기에 적극적으로 친일파로 전향한 편이다.
대동학회 부회장을 맡았다가 회장 신기선이 사망하자 회장직을 물려받았고, 대동학회 후신인 공자교회의 부회장도 역임했다. 1908년에는 민원식이 주도한 제국실업회의 회장을 맡았는데, 이 단체 역시 일본인을 고문으로 위촉하고 친일 성향의 보부상 등을 끌어모아 합방을 앞당기기 위한 활동을 벌인 친일 단체였다. 이 무렵 윤덕영, 민영기가 박제순을 회장으로 내세워 조직한 관진방회에 가담했고, 1909년 이완용이 일진회에 대응하기 위해 만든 국민연설회 기초위원도 지냈다.
1910년 한일 병합 조약이 체결된 후에는 조선총독부가 설치한 중추원의 찬의가 되어 1921년 관제 개편때까지 재직했다. 1912년 일본 정부로부터 한국병합기념장도 서훈 받았다.
2002년 민족정기를 세우는 국회의원모임이 발표한 친일파 708인 명단과 2008년 민족문제연구소에서 친일인명사전에 수록하기 위해 정리한 친일인명사전 수록예정자 명단에 모두 선정되었으며, 2006년 친일반민족행위진상규명위원회가 발표한 일제 강점기 초기의 친일반민족행위 106인 명단에도 포함되었다.

## 가계
아들은 경술국치 때 자결한 홍범식이며, 손자는 조선민주주의인민공화국 부수상을 지낸 소설가 홍명희이다.
- 아버지 : 홍우길(洪祐吉), 이조판서 역임
  -     - 딸 : 홍정식(洪貞植, 1882년 ~ 1945년 2월), 풍양인 조완구(趙琬九, 1881 ~ 1954)에게 출가
    - 아들 : 홍범식(洪範植, 1871 ~ 1910), 경술국치 때 자살
    - 며느리 : 조씨(? ~ 1950), 한국 전쟁 중 월북자의 가족이라 해서 사살되었다.
      - 손자 : 홍명희(洪命熹, 1888년 5월 23일 ~ 1968년 3월 5일)

## 같이 보기
- 대동학회
- 공자교회
- 제국실업회
- 조선총독부 중추원
- 홍명희

## 참고 자료
- 친일반민족행위진상규명위원회 (2006년 12월). 〈홍승목〉 (PDF). 《2006년도 조사보고서 II - 친일반민족행위결정이유서》. 서울. 403~409쪽쪽. 발간등록번호 11-1560010-0000002-10. 2007년 10월 8일에 원본 문서 (PDF)에서 보존된 문서. 2007년 6월 24일에 확인함.